# Kotoko
KOTOKO é uma cantora japonesa de vários ritmos, mas principalmente Low Trance, ela nasceu em 19 de Janeiro de 1980 e iniciou a sua carreira profissional em 1999, quando entrou no I've e hoje ela canta várias músicas para Animes, Dating Sims e Eroges, entre eles estão: Onegai Teacher, Shakugan no Shana, Kannazuki no Miko e Accel World.

## Biografia
Kotoko Horikawa nasceu em 19 de Janeiro de 1980, em Sapporo - Hokkaido
Na escola, acreditava que a sua carreira seria influenciada por sua voz e envolvia-se em muitas audições possíveis.
Ela se tornou uma cantora profissional em 1999.
Sua primeira audição de sucesso foi com o I've, um time de produtores usando os talentos de vários vocais femininos para suas produções - melhor reconhecida pelas suas muitas músicas em Dating Sims e Eroges.
Desde então, KOTOKO tem realizado músicas de abertura e encerramento de alguns animes e apesar de fraco tem ganhado um significativo reconhecimento de seus dois I've - relacionados a lançamentos de seus álbuns.
Seu segundo álbum, "Glass no Kaze", lançado em Junho de 2005 foi elogiado dentro de várias comunidades Online.
Em 13 de Outubro de 2005, ela lança seu quarto Maxi single único, que apresentou uma música sua de Glass no Kaze "421-a will-", de B-side a música chamada "Shuusou", que é apresentado em seu terceiro álbum, "UZU-MAKI".
Embora não esteja listado no site oficial da Geneon, KOTOKO tem lançado quatro álbuns. Seu primeiro álbum foi chamado "Sora o Tobetara…", que foi lançado em 2000.
Muitas das faixas deste álbum foram posteriormente regravadas por seu primeiro I've Sound, "Hane", que foi dado como seu primeiro álbum.
Sua primeira aparição em um CD do I've foi em "Dear Feeling"(lançado somente no "Comic Market 59") com a cantora AKI, que parece que já saiu do I've faz algum tempo.
Ela então apareceu no I've Girls Compilation Vol. 3 "Disintegration", uma série de álbuns com várias canções das cantoras do I've Sound, e também cantou uma música para um filme.

## Discografia

### Álbuns
| # | Título                             | Data de Lançamento     | Cópias Vendidas | DVD Footage | Obs.                                                   |
| - | ---------------------------------- | ---------------------- | --------------- | ----------- | ------------------------------------------------------ |
| 1 | Hane (羽 -hane-)                   | 21 de Abril de 2004    | *,*40,000       | —           | Foi relançado em 2006 com o nome das músicas em inglês |
| 2 | Glass no Kaze (硝子の靡風)         | 8 de Junho de 2005     | *,*48,000       |             |                                                        |
| 3 | UZU-MAKI                           | 13 de Dezembro de 2006 | *,*37,000       | —           |                                                        |
| 4 | Epsilon no Fune (イプシロンの方舟) | 14 de Outubro de 2009  | *,*15,475       | —           |                                                        |

### Singles
| #  | Título                                                       | Data de Lançamento      | Cópias Vendidas | DVD Footage | Obs.                                                                                                   |
| -- | ------------------------------------------------------------ | ----------------------- | --------------- | ----------- | --- |
| 1  | Oboetete ii yo/DuDiDuWa*lalala                               | 11 de Agosto de 2004    | *,*19,000       | —           | DuDiDuWa*lalala foi encerramento do anime Mahou Shoujo Tai Alice                                       |
| 2  | Re-sublimity                                                 | 17 de Novembro de 2004  | *,*50,119       | —           | Todas as músicas do single foram usadas no anime Kannazuki no Miko                                     |
| 3  | radiance/Chi ni Kaeru: On the Earth (地に還る: On the Earth) | 23 de Fevereiro de 2005 | *,*28,706       | —           | Single lançado com Mami Kawada. Ambas as músicas foram usadas no anime Starship Operators              |
| 4  | 421 -a will-                                                 | 13 de Outubro de 2005   | *,*13,667       | —           | |
| 5  | being                                                        | 23 de Março de 2006     | *,*35,000       | —           | being foi usada como segunda abertura do anime Shakugan no SHANA e o single entrou pro Top 5 do Oricon |
| 6  | Chercher ~sharushie~ (Chercher ~シャルシェ~)                 | 25 de Outubro de 2006   | *,*17,090       | —           | Chercher foi usado como encerramento dos OVA do anime Maria-sama ga Miteru                             |
| 7  | Kirei na Senritsu (きれいな旋律)                             | 7 de Março de 2007      | *,*12,249       | —           | Kirei na Senritsu também foi usada nos OVA de Maria-sama ga Miteru                                     |
| 8  | Hayate no Gotoku! (ハヤテのごとく！)                         | 23 de Maio de 2007      | *,*33,421       | —           | Primeira abertura do anime de mesmo nome                                                               |
| 9  | Shichiten Hakki☆Shijou Shugi! (七転八起☆至上主義！)          | 17 de Outubro de 2007   | *,*28,619       | —           | Segunda abertura do anime Hayate no Gotoku!                                                            |
| 10 | Real Oni Gokko (リアル鬼ごっこ)                              | 19 de Dezembro de 2007  | *,*13,763       | —           | Tema do filme de mesmo nome                                                                            |
| 11 | BLAZE                                                        | 12 de Março de 2008     | *,*26,813       | —           | Todas as músicas do single foram usadas no anime Shakugan no SHANA II                                  |
| 12 | Special Life!                                                | 21 de Maio de 2008      | *,*14,502       | —           | Abertura do anime Kamen no Maid Guy                                                                    |
| -- | U make Ai dream (U make 愛 dream)                            | 3 de Dezembro de 2008   | *,**5,600       | —           | Tema do jogo ai sp@ce                                                                                  |
| -- | ao-iconoclast/PIGEON-the green-ey'd monster                  | 24 de Junho de 2009     | *,**7,003       | —           | ao-iconoclast foi tema do jogo BlazBlue: Calamity Trigger                                              |
| -- | snIpe                                                        | 24 de Junho de 2009     | *,**4,339       | —           | Single lançado para comemorar os 10 anos do I’ve Sound                                                 |
| 13 | daily-daily Dream                                            | 26 de Agosto de 2009    | *,*10,428       | —           | Segunda abertura da segunda temporada do anime Hayate no Gotoku!                                       |
| 14 | SCREW                                                        | 16 de Dezembro de 2009  | *,**4,649       | —           | Tema do filme Assault Girls                                                                            |

Outros Álbuns
- Sora o Tobetara… (29 de Dezembro de 2000)
- Hitorigoto (mini álbum)
- Hane Live Tour 2004 Limited Edition Album

## I've Girls Compilations
- Disintegration (26 de Junho de 2002)
- LAMENT (5 de Setembro de 2003)
- OUT FLOW (5 de Setembro de 2003)
- Collective (30 de Setembro de 2005)

Outros álbuns do I've:
- Dear Feeling (29 de Dezembro de 2000)
- diRTY GiFT (29 de Dezembro de 2002)
- I've Remix Style Mixed Up (29 de Dezembro de 2004)
- I've MANIA Tracks Vol.1 (29 de Dezembro de 2007)
- SHORT CIRCUIT
- SHORT CIRCUIT II

## Formações especiais
- I've Special Formation (KOTOKO, MELL, MOMO, SHIHO, Kaori Utatsuki, Mami Kawada & Eiko Shimamiya)
- Love Planet Five (KOTOKO, Mami Kawada, Eiko Shimamiya, MELL & Kaori Utatsuki).
- Twinkle (KOTOKO, AKI & RIMIKKA)